# Pandemia de COVID-19 en República Checa
Los primeros casos de la pandemia de COVID-19 en la Republica Checa se confirmaron el 1 de marzo de 2020 en la ciudad de Praga, las víctimas eran 3 personas provenientes de Italia.
Algunas medidas adoptadas por la República Checa diferían en aspectos clave de otros países. Entre el 16 de marzo y el 24 de abril se estableció un toque de queda general, pero incluía generosas exenciones. Aparte de las compras esenciales habituales y ir a o desde el trabajo, también incluía visitar a familiares y movimiento sin restricciones en parques y campo abierto. Un cierre general de los servicios y la venta al por menor estuvo en vigor desde el 14 de marzo hasta el 11 de mayo, sin embargo todas las tiendas podían llevar a cabo ventas a distancia con la entrega a través de ventanas improvisadas para llevar y la apertura gradual de las tiendas seleccionadas comenzó en varias olas a partir del 24 de marzo.
Hasta el 21 de febrero de 2022, se contabiliza la cifra de 3,510,360 casos confirmados 38,257 fallecidos y 3,332,875 pacientes recuperados del virus.

## Cronología

### Enero
Hasta el 28 de enero de 2020 se habían probado pruebas a casos sospechosos con resultados negativos.

### Febrero
Hasta el 28 de febrero se probaron 170 casos sospechosos con resultados negativos. 307 personas estaban en cuarentena doméstica impuesta por una autoridad sanitaria regional.

### Marzo
El 1 de marzo, el ministro de Sanidad, Adam Vojtěch, informó de que el Laboratorio Nacional de Referencia había confirmado tres casos de COVID-19. Todos los casos estaban relacionados con el norte de Italia. 
El 6 de marzo se declara cuarentena obligatoria de 14 días para las personas que regresan de determinadas partes de Italia.
El 12 de marzo el gobierno checo declaró el estado de emergencia durante 30 días y ha adoptado una serie de medidas.
El 16 de marzo poco antes de la medianoche, el Primer Ministro Andrej Babiš anunció la aprobación de la cuarentena nacional.
El 22 de marzo se confirma la primera muerte de coronavirus en el país.

## Respuesta de la Unión Europea
A partir de finales del primer trimestre de 2020, varios de los Estados miembros de la Unión se confrontaron a la crisis sanitaria de la pandemia de COVID-19. El impacto mediático generado por la situación, precipitó a los gobiernos nacionales y a las instituciones europeas a una situación sin precedentes, que en marzo, llevó a que los Estados miembros aceptaran la recomendación emitida por la Comisión Von der Leyen sobre lo que deberían hacer para restringir la entrada en el territorio a los residentes extracomunitarios. Casi al mismo tiempo, la Comisión lanzó su primera reserva de material médico con el fin de repartirlo a los Estados de la Unión más afectados por la pandemia.
En abril se sucedieron numerosas acciones políticas en respuesta a la crisis. En primer lugar reaccionó el Banco Central Europeo (BCE) con un programa de compra de títulos para evitar el colapso de los mercados de deuda, lo que contribuyó a estabilizar la situación financiera. Entonces, tras ser aprobada por primera vez la denominada “cláusula general de salvaguarda” prevista para escenarios de graves crisis generalizadas que afecten a la eurozona, la Comisión pudo levantar los límites que fijaba el pacto de estabilidad y crecimiento. De esta forma se autorizó a los gobiernos nacionales a inyectar en la economía tanto dinero «como fuese necesario». A dicha flexibilización se añadieron también los cambios en la autorización de ayudas públicas, ya que la normativa permitió otorgar hasta 800.000 euros por compañía en forma de subvención directa o ventajas fiscales. De manera complementaria, el Eurogrupo logró un acuerdo la segunda semana de abril que estableció los detalles de la primera red de seguridad comunitaria contra los efectos de la pandemia.
Pero el anuncio más destacado llegó el 18 de mayo de 2020, cuando en una rueda de prensa Merkel y Macron presentaron un plan para la UE en el marco de la crisis de la pandemia. Este impulso se integró con varias acciones institucionales de las semanas anteriores, y sirvió de base al plan recuperación económica (Next Generation EU) presentado por Von der Leyen la semana siguiente. Empero, el anuncio conjunto de Merkel y Macron fue impulsado por un fallo del Tribunal Constitucional de Alemania, que días antes había puesto en duda la independencia del Banco Central Europeo (BCE) para mantener a flote las economías de los miembros más vulnerables de la organización, así como la gobernabilidad de la UE. Hasta entonces, Merkel —quien ocho años antes, en el punto más álgido de la crisis del euro, aseguró que no habría eurobonos «mientras yo viva»— se había opuesto a la propuesta de Macron para crear un fondo que obligaría a los 27 a aumentar la deuda de forma conjunta.
En diciembre de 2020, la vacuna Tozinameran contra la COVID-19 logró la autorización de comercialización en la UE. BioNTech (Societas europaea), el laboratorio al origen de dicho producto, había recibido más de 9 millones de euros de financiación de la UE para la investigación durante la década precedente. Además, en junio fue beneficiario de un préstamo de 100 millones de euros del Banco Europeo de Inversiones (BEI), respaldado por la UE. Esto ayudó al laboratorio alemán a ampliar sus capacidades de fabricación y a suministrar la vacuna a nivel mundial.
En el plano internacional, durante el mes de mayo la Comisión lanzó la "Respuesta mundial al coronavirus", una acción que perseguía el «acceso universal a vacunas, tratamientos y tests de coronavirus asequibles». En la primera jornada del evento quedó cubierto el objetivo monetario de 7400 millones de euros, más de un tercio de los cuales procedían de la UE y sus Estados miembros. Este “maratón mundial de donantes”, dio paso al lanzamiento de una campaña denominada Global Goal: Unite for our Future que culminó el 27 de junio con una cumbre mundial de donantes, presidida por Von der Leyen, que recaudo 6.150 millones de euros.

## Estadísticas

### Casos por regiones y ciudades
| Praga              | 516 154   | 3597   |
| Bohemia Central    | 539 072   | 4295   |
| Bohemia Meridional | 231 429   | 2702   |
| Pilsen             | 219 805   | 2444   |
| Karlovy Vary       | 86 024    | 1655   |
| Ústí nad Labem     | 278 388   | 3364   |
| Liberec            | 162 585   | 1577   |
| Hradec Králové     | 211 395   | 2177   |
| Pardubice          | 201 311   | 1904   |
| Vysočina           | 178 306   | 1754   |
| Moravia Meridional | 425 277   | 4924   |
| Olomouc            | 229 563   | 2440   |
| Zlín               | 219 364   | 2293   |
| Moravia-Silesia    | 426 397   | 5186   |
| República Checa    | 3 928 025 | 40 312 |